# Junioren-Fußballweltmeisterschaft 1993
Die 9. FIFA Junioren-Fußballweltmeisterschaft (offiziell: VII World Youth Championship for the FIFA/Coca-Cola Cup) wurde vom 5. bis zum 20. März 1993 in Australien ausgetragen. 16 Mannschaften nahmen am Turnier teil. Das Finale konnte Brasilien mit 2:1 gegen Ghana für sich entscheiden. Zum besten Spieler des Turniers wurde der Brasilianer Adriano gewählt, Torschützenkönig wurden sieben Spieler, die jeweils drei Treffer erzielten.

## Spielorte
- Adelaide – Hindmarsh Stadium
- Brisbane – Lang Park
- Canberra – Canberra Stadium
- Melbourne – Olympic Park Stadium
- Sydney – Sydney Football Stadium

## Teilnehmer
| 6 aus Europa                  | Deutschland   | England   | Norwegen | Portugal | Russland | Türkei |
| 3 aus Südamerika              | Brasilien     | Kolumbien | Uruguay  |          |          |        |
| 2 aus Asien                   | Saudi-Arabien | Südkorea  |          |          |          |        |
| 2 aus Afrika                  | Ghana         | Kamerun   |          |          |          |        |
| 2 aus Nord- und Mittelamerika | Mexiko        | USA       |          |          |          |        |
| 1 aus Ozeanien                | Australien    |           |          |          |          |        |

### Mannschaften aus dem deutschsprachigen Raum
| Spieler                      | Verein                   | Einsätze | Tore |   |   |   |
| ---------------------------- | ------------------------ | -------- | ---- | - | - | - |
| 01 – Dimo Wache              | Borussia Mönchengladbach | 3        | –    | – | – | – |
| 02 – Werner Protzel          | FC Bayern München        | 3        | –    | – | – | – |
| 03 – Frank Meißner           | Werder Bremen            | 3        | –    | – | – | – |
| 04 – Mirko Stark             | 1. FC Köln               | 3        | –    | 1 | – | – |
| 05 – Markus Schwiderowski    | FC Schalke 04            | 3        | –    | 1 | – | – |
| 06 – Max Eberl               | FC Bayern München        | 2        | –    | 2 | – | – |
| 07 – Carsten Ramelow         | Hertha BSC               | 3        | –    | – | – | – |
| 08 – Guido Jörres            | 1. FC Köln               | 1        | –    | – | – | – |
| 09 – Carsten Jancker         | 1. FC Köln               | 2        | 2    | 2 | – | – |
| 10 – Dietmar Hamann          | FC Bayern München        | 3        | –    | 2 | – | – |
| 11 – André Breitenreiter     | Hannover 96              | 3        | 2    | 1 | – | – |
| 12 – Dietmar Hummel          | SC Freiburg              | –        | –    | – | – | – |
| 13 – Torsten Lieberknecht    | 1. FC Kaiserslautern     | 1        | –    | – | – | – |
| 14 – Thomas Reis             | Eintracht Frankfurt      | –        | –    | – | – | – |
| 15 – Manfred Burghartswieser | FC Bayern München        | 3        | –    | – | – | – |
| 16 – Sascha Lenhart          | 1. FC Köln               | 1        | –    | – | – | – |
| 17 – Frank Schmidt           | 1. FC Nürnberg           | 2        | –    | – | – | – |
| 18 – Andreas Bluhm           | Borussia Mönchengladbach | –        | –    | – | – | – |

- Trainer: Rainer Bonhof

## Vorrunde
Die Vorrunde wurde in vier Gruppen mit jeweils vier Mannschaften ausgetragen. Die jeweils beiden Erstplatzierten aller Gruppen qualifizierten sich für das Viertelfinale.
Alle Spiele zur Ortszeit (UTC+10, MEZ+9).

### Gruppe A
| Pl. | Land       | Sp. | S | U | N | Tore    | Diff. | Punkte |
| --- | ---------- | --- | - | - | - | ------- | ----- | ------ |
| 1.  | Russland   | 3   | 2 | 0 | 1 | 006:400 | +2    | 04:20  |
| 2.  | Australien | 3   | 2 | 0 | 1 | 005:400 | +1    | 04:20  |
| 3.  | Kamerun    | 3   | 1 | 0 | 2 | 004:500 | −1    | 02:40  |
| 4.  | Kolumbien  | 3   | 1 | 0 | 2 | 005:700 | −2    | 02:40  |

|                                                         |   |           |           |
| 5. März 1993 um 20:30 Uhr in Sydney (31.883 Zuschauer)  |   |           |           |
| Australien                                              | – | Kolumbien | 2:1 (1:1) |
| 6. März 1993 um 20:30 Uhr in Canberra (5.362 Zuschauer) |   |           |           |
| Russland                                                | – | Kamerun   | 2:0 (2:0) |
| 8. März 1993 um 18:15 Uhr in Canberra (3.749 Zuschauer) |   |           |           |
| Kolumbien                                               | – | Kamerun   | 3:2 (2:2) |
| 8. März 1993 um 20:30 Uhr in Sydney (18.982 Zuschauer)  |   |           |           |
| Australien                                              | – | Russland  | 3:1 (1:1) |
| 11. März 1993 um 18:15 Uhr in Sydney (27.581 Zuschauer) |   |           |           |
| Kolumbien                                               | – | Russland  | 1:3 (0:2) |
| 11. März 1993 um 20:30 Uhr in Sydney (27.581 Zuschauer) |   |           |           |
| Australien                                              | – | Kamerun   | 0:2 (0:1) |

### Gruppe B
| Pl. | Land        | Sp. | S | U | N | Tore    | Diff. | Punkte |
| --- | ----------- | --- | - | - | - | ------- | ----- | ------ |
| 1.  | Uruguay     | 3   | 2 | 1 | 0 | 005:300 | +2    | 05:10  |
| 2.  | Ghana       | 3   | 1 | 2 | 0 | 005:300 | +2    | 04:20  |
| 3.  | Deutschland | 3   | 1 | 1 | 1 | 004:400 | ±0    | 03:30  |
| 4.  | Portugal    | 3   | 0 | 0 | 3 | 001:500 | −4    | 0:60   |

|                                                          |   |             |           |
| 6. März 1993 um 18:15 Uhr in Brisbane (15.000 Zuschauer) |   |             |           |
| Portugal                                                 | – | Deutschland | 0:1 (0:0) |
| 6. März 1993 um 20:30 Uhr in Brisbane (15.000 Zuschauer) |   |             |           |
| Uruguay                                                  | – | Ghana       | 1:1 (1:0) |
| 9. März 1993 um 18:15 Uhr in Brisbane (6.000 Zuschauer)  |   |             |           |
| Deutschland                                              | – | Ghana       | 2:2 (1:1) |
| 9. März 1993 um 20:30 Uhr in Brisbane (6.000 Zuschauer)  |   |             |           |
| Portugal                                                 | – | Uruguay     | 1:2 (1:1) |
| 11. März 1993 um 18:15 Uhr in Brisbane (7.000 Zuschauer) |   |             |           |
| Deutschland                                              | – | Uruguay     | 1:2 (0:1) |
| 11. März 1993 um 20:30 Uhr in Brisbane (7.000 Zuschauer) |   |             |           |
| Portugal                                                 | – | Ghana       | 0:2 (0:2) |

### Gruppe C
| Pl. | Land     | Sp. | S | U | N | Tore    | Diff. | Punkte |
| --- | -------- | --- | - | - | - | ------- | ----- | ------ |
| 1.  | England  | 3   | 2 | 1 | 0 | 003:100 | +2    | 05:10  |
| 2.  | USA      | 3   | 1 | 1 | 1 | 008:300 | +5    | 03:30  |
| 3.  | Südkorea | 3   | 0 | 3 | 0 | 004:400 | ±0    | 03:30  |
| 4.  | Türkei   | 3   | 0 | 1 | 2 | 001:800 | −7    | 01:50  |

|                                                            |   |         |           |
| 7. März 1993 um 18:15 Uhr in Melbourne (15.732 Zuschauer)  |   |         |           |
| Südkorea                                                   | – | England | 1:1 (1:0) |
| 7. März 1993 um 20:30 Uhr in Melbourne (15.732 Zuschauer)  |   |         |           |
| Türkei                                                     | – | USA     | 0:6 (0:3) |
| 9. März 1993 um 18:15 Uhr in Melbourne (9.274 Zuschauer)   |   |         |           |
| England                                                    | – | USA     | 1:0 (0:0) |
| 9. März 1993 um 20:30 Uhr in Melbourne (9.274 Zuschauer)   |   |         |           |
| Südkorea                                                   | – | Türkei  | 1:1 (0:0) |
| 11. März 1993 um 18:15 Uhr in Melbourne (12.972 Zuschauer) |   |         |           |
| England                                                    | – | Türkei  | 1:0 (1:0) |
| 11. März 1993 um 20:30 Uhr in Melbourne (12.972 Zuschauer) |   |         |           |
| Südkorea                                                   | – | USA     | 2:2 (1:1) |

### Gruppe D
| Pl. | Land          | Sp. | S | U | N | Tore    | Diff. | Punkte |
| --- | ------------- | --- | - | - | - | ------- | ----- | ------ |
| 1.  | Brasilien     | 3   | 2 | 1 | 0 | 004:100 | +3    | 05:10  |
| 2.  | Mexiko        | 3   | 2 | 0 | 1 | 006:300 | +3    | 04:20  |
| 3.  | Saudi-Arabien | 3   | 0 | 2 | 1 | 001:200 | −1    | 02:40  |
| 4.  | Norwegen      | 3   | 0 | 1 | 2 | 000:500 | −5    | 01:50  |

|                                                          |   |               |           |
| 7. März 1993 um 18:15 Uhr in Adelaide (10.000 Zuschauer) |   |               |           |
| Mexiko                                                   | – | Norwegen      | 3:0 (1:0) |
| 7. März 1993 um 20:30 Uhr in Adelaide (10.000 Zuschauer) |   |               |           |
| Brasilien                                                | – | Saudi-Arabien | 0:0       |
| 9. März 1993 um 18:15 Uhr in Adelaide (10.000 Zuschauer) |   |               |           |
| Norwegen                                                 | – | Saudi-Arabien | 0:0       |
| 9. März 1993 um 20:30 Uhr in Adelaide (10.000 Zuschauer) |   |               |           |
| Mexiko                                                   | – | Brasilien     | 1:2 (0:1) |
| 11. März 1993 um 18:15 Uhr in Adelaide (7.000 Zuschauer) |   |               |           |
| Norwegen                                                 | – | Brasilien     | 0:2 (0:0) |
| 11. März 1993 um 20:30 Uhr in Adelaide (7.000 Zuschauer) |   |               |           |
| Mexiko                                                   | – | Saudi-Arabien | 2:1 (0:1) |

## Finalrunde
Alle Spiele zur Ortszeit (UTC+10, MEZ+9).

### Übersicht
|  | Viertelfinale | Viertelfinale |            |            | Halbfinale       | Halbfinale |  |  | Finale | Finale |
|  |               |               |            |            |                  |            |  |  |        |        |
|  |               |               |            |            |                  |            |  |  |        |        |
|  | Russland      | 0             |            |            |                  |            |  |  |        |        |
|  | Russland      | 0             |            |            |                  |            |  |  |        |        |
|  | Ghana         | 3             |            |            |                  |            |  |  |        |        |
|  | Ghana         | 3             | Ghana      | 2          |                  |            |  |  |        |        |
|  |               |               | Ghana      | 2          |                  |            |  |  |        |        |
|  |               | England       | 1          |            |                  |            |  |  |        |        |
|  | England       | England       | 1          | E0 (4)E    |                  |            |  |  |        |        |
|  | England       |               |            | E0 (4)E    |                  |            |  |  |        |        |
|  | Mexiko        | 0 (3)         |            |            |                  |            |  |  |        |        |
|  |               |               | Ghana      | 1          |                  |            |  |  |        |        |
|  |               |               |            | Brasilien  | 2                |            |  |  |        |        |
|  | Uruguay       | 1             |            |            |                  |            |  |  |        |        |
|  | Australien    | V2V           |            |            |                  |            |  |  |        |        |
|  | Australien    | V2V           | Australien | 0          |                  |            |  |  |        |        |
|  |               |               | Australien | 0          | Spiel um Platz 3 |            |  |  |        |        |
|  |               | Brasilien     | 2          |            |                  |            |  |  |        |        |
|  | Brasilien     | Brasilien     | 2          | 3          | England          | 2          |  |  |        |        |
|  | Brasilien     |               |            | 3          | England          | 2          |  |  |        |        |
|  | USA           | 0             |            | Australien | 1                |            |  |  |        |        |
|  | USA           | 0             |            |            | 1                |            |  |  |        |        |
|  |               |               |            |            |                  |            |  |  |        |        |

V Sieg nach Verlängerung
E Sieg nach Elfmeterschießen

### Viertelfinale
|                                                             |   |            |                      |
| 13. März 1993 um 18:15 Uhr* in Brisbane (14.000 Zuschauer)  |   |            |                      |
| Uruguay                                                     | – | Australien | 1:2 n. V. (1:1, 1:0) |
| 13. März 1993 um 20:30 Uhr* in Sydney (16.710 Zuschauer)    |   |            |                      |
| Russland                                                    | – | Ghana      | 0:3 (0:0)            |
| 14. März 1993 um 18:15 Uhr* in Melbourne (11.000 Zuschauer) |   |            |                      |
| England                                                     | – | Mexiko     | 0:0 n. V., 4:3 i. E. |
| 14. März 1993 um 20:30 Uhr* in Adelaide (12.000 Zuschauer)  |   |            |                      |
| Brasilien                                                   | – | USA        | 3:0 (1:0)            |

### Halbfinale
|                                                             |   |           |           |
| 17. März 1993 um 18:15 Uhr* in Melbourne (22.100 Zuschauer) |   |           |           |
| Australien                                                  | – | Brasilien | 0:2 (0:0) |
| 17. März 1993 um 20:30 Uhr* in Sydney (21.069 Zuschauer)    |   |           |           |
| Ghana                                                       | – | England   | 2:1 (2:0) |

### Spiel um Platz 3
|                                                          |   |            |           |
| 20. März 1993 um 16:30 Uhr* in Sydney (40.015 Zuschauer) |   |            |           |
| England                                                  | – | Australien | 2:1 (1:0) |

### Finale
| Ghana                                             | Ghana | Brasilien | Brasilien |
| ------------------------------------------------- | --- | --- | --------- |
| Ghana                                             | \| 20. März 1993 in Sydney (Sydney Football Stadium) \| \| Ergebnis: 1:2 (1:0) \| \| Zuschauer: 40.015 \| \| Schiedsrichter: Ahmet Çakar ( Türkei) \| \| Spielbericht \|                                             | \| 20. März 1993 in Sydney (Sydney Football Stadium) \| \| Ergebnis: 1:2 (1:0) \| \| Zuschauer: 40.015 \| \| Schiedsrichter: Ahmet Çakar ( Türkei) \| \| Spielbericht \|     | Brasilien |
| Ghana                                             | Ben Owu – Samuel Kuffour – Kofi Nimo, Ransford Banini, Isaac Asare – Daniel Addo, Mohammed Gargo, Nii Lamptey, Charles Akonnor (85. Kwabena Boateng) – Augustine Ahinful, Emmanuel Duah Cheftrainer: Fred Osam-Duodu | Dida – Juárez – Bruno Carvalho, Gelson, Hermes – Emerson Pereira (61. Caico), Marcelinho Paulista, Adriano (89. Argel Fuchs), Yan – Catê, Gian Cheftrainer: Júlio César Leal | Brasilien |
| Ghana                                             | 1:0 Emmanuel Duah (15.) | 1:1 Yan (50.) 1:2 Gian (88.) | Brasilien |
| Ghana                                             | Ransford Banini (2.), Daniel Addo (56.), Samuel Kuffour (61.) | Catê (60.), Yan (87.) | Brasilien |
| 20. März 1993 in Sydney (Sydney Football Stadium) | | |           |
| Ergebnis: 1:2 (1:0)                               | | |           |
| Zuschauer: 40.015                                 | | |           |
| Schiedsrichter: Ahmet Çakar ( Türkei)             | | |           |
| Spielbericht                                      | | |           |

## Beste Torschützen
Nachfolgend sind die besten Torschützen der Junioren-WM 1993 aufgeführt. Die Sortierung erfolgt nach Anzahl ihrer Treffer bzw. bei gleicher Toranzahl alphabetisch.
| Platz | Spieler           | Tore |
| ----- | ----------------- | ---- |
| 1     | Adriano           | 3    |
|       | Augustine Ahinful | 3    |
|       | Chris Faklaris    | 3    |
|       | Gian              | 3    |
|       | Ante Milicic      | 3    |
|       | Vincente Nieto    | 3    |
|       | Henry Zambrano    | 3    |